# Анфалово (Челябинская область)
Анфалово — деревня в Красноармейском районе Челябинской области России. Входит в состав Канашевского сельского поселения.

## География
Деревня находится на северо-востоке Челябинской области, в лесостепной зоне, на северо-западном берегу озера Саламатка, на расстоянии 8 километров (по прямой) к юго-востоку от села Миасского, административного центра района. Абсолютная высота 176 метров над уровнем моря.

## Население
| 2002 | 2010 |
| ---- | ---- |
| 10   | ↘9   |

Гендерный состав
По данным Всероссийской переписи населения 2010 года в гендерной структуре населения мужчины составляли 77,8 %, женщины — 22,2 %.
Национальный состав
Согласно результатам переписи 2002 года, в национальной структуре населения русские составляли 100 %.

## Улицы
Уличная сеть деревни состоит из пяти улиц.